# Cyclops

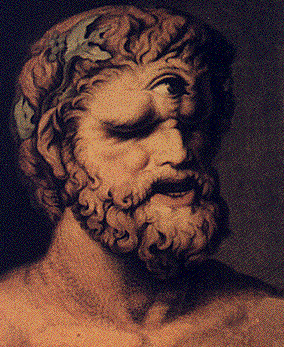
Tác phẩm Polyphemus của Johann Heinrich Wilhelm Tischbein, 1802 (Bảo tàng quốc gia Oldenburg)

Cyclops (tiếng Hy Lạp: Κύκλωψ, Kuklōps) số nhiều Cyclopes (tiếng Hy Lạp: Κύκλωπες, Kuklōpes), trong thần thoại Hy Lạp và sau này trong thần thoại La Mã, là một thành viên của một chủng tộc người khổng lồ nguyên thủy với đặc điểm chỉ có một con mắt nằm ở giữa trán. Tên cyclops theo nghĩa đen có nghĩa là "mắt tròn" hay "mắt vòng tròn".
Tên của vị thần này được dùng cho tên của một nhân vật trong truyện tranh của Marvel Uncanny X-men (Scott Summers). Trong phim Những cuộc phiêu lưu của Sinbad cũng đã từng xuất hiện về chủng người này.

### Sách tham khảo
- Burkert, Walter (1982). Structure and History in Greek Mythology and Ritual. University of California Press. ISBN 978-0-520-04770-9.
- Burkert, Walter (1991). Greek Religion. Wiley-Blackwell. ISBN 978-0-631-15624-6.
- Hesiod, Theogony, in The Homeric Hymns and Homerica with an English Translation by Hugh G. Evelyn-White, Cambridge, MA.,Harvard University Press; London, William Heinemann Ltd. 1914.
- Mondi, Robert "The Homeric Cyclopes: Folktale, Tradition, and Theme" Transactions of the American Philological Association 113 Vol. 113 (1983), pp. 17–38.